# Tamana (Kiribati)
Tamana – wyspa koralowa położona w środkowo-zachodniej części Oceanu Spokojnego, wchodząca w skład Wysp Gilberta, należąca do Kiribati. Jest to najmniejsza wyspa Wysp Gilberta wchodząca w skład Kiribati. Liczba ludności wynosi 1 028 mieszkańców.